# Galassia Internet
Galassia Internet (The Internet galaxy: reflections on the Internet, business, and society) è un saggio scritto da Manuel Castells nel 2001.
Lo scopo del libro è quello di analizzare i cambiamenti che Internet ha indotto sia nella vita quotidiana sia nell’economia globale, nell’istruzione, nella politica, e analizza anche il “divario digitale”. Lo scopo di Castells era di analizzare il nuovo fenomeno di Internet, partendo dalle sue origini, per poi analizzare il suo sviluppo e l’impatto che ha avuto sulla società. Già nell’introduzione spiega il perché del titolo: come l’invenzione della stampa ci ha condotti nella “Galassia Gutenberg”, segnata da profondi cambiamenti nella società, nella diffusione della cultura e del sapere, così Internet ha operato una nuova trasformazione a cui si assiste ogni giorno. L’autore non ha alcuna intenzione di fare pronostici sul futuro (nel testo infatti non sono rare critiche ai futurologi) ma solo di analizzare il presente a cui assiste.
Il volume è composto da nove capitoli e di una conclusione. Ogni capitolo tratta una tematica diversa, fondamentale per comprendere i cambiamenti apportati da Internet nel nostro mondo. Il quinto e il sesto trattano entrambi del difficile rapporto fra internet e la politica, seppur ne esamini aspetti diversi

## Primo capitolo: lezioni della storia di Internet
Il primo capitolo inizia con un’analisi storica della nascita di Internet. Secondo Castells, per poter comprendere il fenomeno di Internet, bisogna partire dalle sue radici, da ciò che l’ha creato. In origine, Internet era un progetto militare, e il suo sviluppo si deve in un primo momento alla dorsale Arpanet nel 1969. Infatti, nonostante il progetto abbia poi avuto sviluppi civili, l’origine di Internet è da ricercarsi in ambito militare. La Guerra Fredda aveva in effetti fornito un ottimo motivo per investire nella scienza e nelle nuove scoperte, per non essere sotto la costante minaccia dell’Unione Sovietica. Ma, nonostante la creazione di Internet sia stata compiuta negli stessi locali in cui è nata la bomba atomica, gli sviluppi che ebbe successivamente furono decisamente diversi da quelli che erano stati prospettati all'inizio. Un esempio di ciò è che Arpanet venne usata anche dagli studenti coinvolti nel progetto come chat personale.
Uno dei motivi principali dello sviluppo di Internet è da ricercare nel modo in cui il progetto ha coinvolto anche università e giovani ricercatori, e un ulteriore sviluppo è stato dato dall'open source, un sistema di sviluppo di programmi che si basa sulla collaborazione di più utenti. Un utente mette online la versione base del programma, che poi viene ampliata, modificata, migliorata, dagli altri utenti che la usano, creandone sempre una versione migliore. Questa strategia di collaborazione è alla base dello sviluppo di Internet e del World Wide Web, ideato solo nel 1990 da Tim Berners–Lee.
Internet si sviluppò in un primo momento in America, e solo successivamente venne esportato in altri paesi (come ad esempio l’Europa), ma a differenza degli Stati Uniti, dove Internet si è sviluppato nei grandi centri di ricerca e nelle università, basandosi su finanziamenti pubblici, in Europa tutte le ricerche sono state condotte nei centri di ricerca pubblica, e nell'Unione Sovietica vi erano forti protocolli di sicurezza che ne hanno impedito la crescita.

## Secondo capitolo: la cultura di Internet
Per comprendere bene lo sviluppo di Internet, è necessario comprendere prima da quali spinte è nato, e quale cultura lo precede. I filoni culturali di Internet da analizzare sono principalmente quattro: la cultura tecno-elite, la cultura hacker, i comunitari virtuali e gli imprenditori. Sono queste le spinte principali che hanno plasmato Internet per divenire quello che è oggi.
La cultura tecno–elite è basata sulla meritocrazia. I membri della comunità più importanti sono tali per la loro bravura, per il modo in cui risolvono un dato problema. Anche questa comunità ha regole precise, formali e informali, necessarie per ottenere il rispetto degli altri membri della comunità.
La cultura hacker invece è molto più complessa. Essa è stata il terreno fertile per lo sviluppo di Internet e della sua diffusione nel mondo. La sua base è nella cultura dei primi programmatori, e nelle lotte per l’apertura del software UNIX. Fra i valori più importanti per gli hacker ci sono la libertà e la gioia della creazione. Anche in questo caso, fra gli hacker, vi è una cultura principalmente meritocratica. Vi sono varie tipologie di hacker.
Le prime comunità virtuali sono nate dai movimenti della controcultura degli anni 60, e successivamente si sono sviluppate in maniera indipendente, allontanandosi sempre di più dalle loro origini. Non è una cultura coerente ed unitaria come quella degli hacker, e il valore più importante per loro è la libera comunicazione orizzontale.
Infine sono stati gli imprenditori a sfruttare l’aspetto economico di Internet. Hanno creduto alle sue novità, alle sue potenzialità, e li hanno sfruttati per ottenere profitto. Sono stati loro ad investire nelle nuove tecno–business. Prevedendo che Internet avrebbe modificato anche l’economia, investirono su di esso.

## Terzo capitolo: e-business e new economy
Internet ha modificato l’economia mondiale. Non solo ha favorito la nascita di un nuovo settore economico, o l’ingresso nel mercato mondiale di nuove start-up (come Yahoo, Google, o Amazon) ma ha creato anche nuovi modi di condurre i propri affari, di giudicare le imprese, e un nuovo rapporto fra l’impresa e i suoi lavoratori. Infatti, l’avvento di Internet, ha modificato la gestione delle imprese, creando nuove attività e un nuovo rapporto fra il produttore ed il cliente. Alcune società hanno saputo adattarsi a questi cambiamenti (come ad esempio Nokia), investendo in nuovi progetti innovativi, e sopravvivendo così a questo cambiamento. Questa nuova economia ha anche portato una nuova richiesta di lavoratori con talento un titolo di studio. Le imprese, per aggiudicarsi i migliori lavoratori, propongono contratti definiti “stock options”, ossia i dipendenti ricevono un pagamento parziale in diritti di opzione, così che rimangano legati all'azienda, il cui successo aumenta anche il loro capitale. Inoltre negli ultimi anni c’è stata un’unificazione dei mercati mondiali. Attualmente le oscillazioni di alcuni mercati marginali, ancora in via di sviluppo, influenzano poco i mercati mondiali maggiori al mondo (come ad esempio quello di New York), ma in futuro, attraverso la globalizzazione sempre maggiore, i mercati sono sempre più legati fra di loro. Alla minima oscillazione di un mercato, anche gli altri ne risentiranno.

## Quarto capitolo: comunità virtuali o società in rete?
Uno dei cambiamenti maggiori a cui si assiste durante la riforma di Internet è la nascita delle comunità virtuali. La società scientifica è sempre stata divisa sul se le nuove forme di comunicazione non favorissero invece l’isolamento. Sono stati condotti molti studi in differenti momenti dello sviluppo e della diffusione di Internet. Alcuni di questi studi hanno dimostrato un’influenza negativa delle nuove tecnologie di Internet sulle nostre vite quotidiane, evidenziando soprattutto una diminuzione dei rapporti personali e un impoverimento del linguaggio. Altri studi invece hanno dimostrato che i servizi offerti da Internet aiutano a mantenere rapporti più saldi e stabili con membri della famiglia lontani, e aumentano la cerchia di conoscenti. Questa questione è molto dibattuta e presenta inevitabilmente tesi a favore e a sfavore dello sviluppo di Internet, che si contraddicono a vicenda. Castells ha evidenziato però che questa disparità di risultati può essere la risultante di studi svolti in momenti diversi dello sviluppo di Internet, e i soggetti studiano erano in rapporti diversi con Internet.

## Quinto e sesto capitolo: la politica e Internet
In questi due capitoli, che possono essere considerati il cuore del libro, Castells analizza il rapporto fra la politica ed Internet. Egli afferma che Internet ha avuto un impatto notevole sulla politica di vari paesi. Internet è nato come uno strumento di libertà, ma i governi hanno cercato in un modo o nell'altro di controllarlo, per evitare che il loro potere fosse danneggiato. Infatti la globalizzazione ha portato cambiamenti nella politica internazionale, infatti attraverso internet è fin troppo semplice uscire dalla giurisdizione di un dato potere. La politica stessa è cambiata, attraverso internet. Infatti nell'Era dell'informazione non esistono più segreti di stato, nulla che non sia di dominio pubblico. Le notizie e i pettegolezzi viaggiano veloci, e possono essere affilate armi per i politici. È anche vero però che internet è uno strumento che favorisce la comunicazione orizzontale fra politici ed elettori, avvicinando questi due mondi, attraverso Internet chiunque può comunicare con qualcun altro senza ricorrere all'intervento di media o di altri intermediari, ma nonostante questo vi è poco interesse sia da parte dei cittadini sia da parte dei politici di un utilizzo simile di internet.
Un altro aspetto su cui Castells si concentra molto è la sicurezza di Internet. Infatti questo nuovo legame fra politica ed Internet ha fatto emergere nuove problematiche, come quella della sicurezza o della privacy in rete. I governi cercano, attraverso vari strumenti come ad esempio i cookies, di controllare internet e i suoi utenti. È stato tentato più volte di introdurre anche nuove funzioni di monitoraggio e di controllo, utilizzando spesso un argomento molto vicino a tutti noi: la pedofilia. Anche la sicurezza in Internet è un argomento molto delicato. Infatti Castells afferma che una rete è sicura quanto è impenetrabile il suo nodo più debole, poiché basta entrare in un qualunque modo in una rete per poter girare indisturbato per tutta la rete. Questo è molto importante, in una società che sta cambiando sempre di più, che fa sempre più affidamento ad Internet anche per questioni riguardanti la sicurezza.

## Settimo capitolo: multimedia e Internet
La posizione di Castells sull'ipertesto è decisamente particolare. Infatti egli afferma che l’ipertesto non è esterno a noi (come postulato ed immaginato per la maggior parte dei programmatori che l’hanno preceduto) ma bensì l’ipertesto è dentro di noi. L’ipertesto è rappresentato nel modo in cui si ragiona, nel modo in cui la nostra mente crea dei collegamenti. Questo dipende da vari fattori, dalla nostra educazione o dalla nostra istruzione. Per lui la scoperta rivoluzionaria dell’ipertesto è che esiste dentro di noi, senza il bisogno di riprodurlo all’esterno.

## Ottavo capitolo: la geografia di Internet
Con l’avvento di Internet sono stati formulati molti pronostici riguardo a come avrebbe modificato le nostre vite. Uno dei temi più cari ai futurologici è sempre stato il mito del “cottage elettronico”. Secondo loro infatti, con l’avvento ed il potenziamento di Internet, sarebbe stato possibile vivere in mezzo alla natura rimanendo però collegati al mondo attraverso internet. Questo mito è stato rapidamente distrutto dalla realtà che si è dimostrata essere molto diversa. Come primo aspetto da evidenziare vi è il non aumento del “tele – lavoro”. Secondo i futurologi infatti, Internet avrebbe cambiato anche il nostro modo di lavorare e non vi sarebbe più stato bisogno di recarsi ogni giorno in ufficio. In realtà il tele-lavoro non è incrementato come era stato immaginato, e in ogni caso esso si limita a poche ore a settimana. Inoltre lo sviluppo di Internet, al contrario dei pronostici, ha incrementato la crescita delle metropoli e delle grandi città, poiché è là che si concentrano i nuovi sviluppi ed è dove vi sono più servizi e più offerte di lavoro. Anche i programmatori sono attirati dalle metropoli, dalle città vive e pulsanti, e non dalle zone limitrofe.
Internet cancella la distanza geografica, ma non cancella i confini dei luoghi. Vi sono differenze dello sviluppo di Internet fra un luogo e l’altro del mondo e ciò è dovuto anche alle diverse culture dei paesi o alla loro arretratezza. I paesi che hanno più accesso ad Internet sono anche coloro che si evolvono più velocemente, come dimostra ad esempio il Giappone. Ciò ci conduce a trattare l’argomento del divario digitale.

## Nono capitolo: ildigital divide
Internet, nato come strumento di unione e libertà, in realtà è stato uno strumento di divisione sociale. Secondo degli studi effettuati su dei campioni di popolazione, mentre il divario fra i sessi nell'uso di Internet è quasi inesistente, non si può dire lo stesso delle differenze etniche. Vi era un’enorme differenza fra le persone bianche che potevano accedere ad internet e gli afro-americani o gli ispanici, oppure fra le varie fasce di reddito delle varie etnie. Ciò è molto pericoloso poiché queste differenze non possono che aumentare un divario già presente nella società. Il computer ed Internet si sono configurati velocemente come nuovi strumenti di apprendimento, e la mancanza di essi non permette a classi più svantaggiate di ottenere gli strumenti adatti per risollevarsi dalla loro situazione. Gli ispanici soprattutto sono svantaggiati anche per la mancanza di pagine web nella loro lingua madre. I siti che possono essergli utili sono quasi tutti in inglese, e ciò crea un’ulteriore barriera. Se questo divario digitale non verrà colmato in poco tempo rischia di creare due società diverse, divise fra di loro. 

## Edizioni
- Manuel Castells, Galassia Internet, Giangiacomo Feltrinelli Editore, 2002, ISBN 88-07-81891-4.